# Аудата
Аудата (др.-греч. Αὐδάτη; IV век до н. э.) — иллирийская принцесса IV века до н. э., одна из жён македонского царя Филиппа II.

## Биография
Аудата была близкой родственницей могущественного иллирийского царя Бардила. Историки приводят различные версии о степени родства Бардила и Аудаты. Г. Макурди назвала Аудату «возможно, дочкой», Дж.-Р. Эллис — «дочкой или племянницей», Уортингтон Й — иллирийской княжной, «возможно внучкой» Бардила. Около 359 года до н. э. девушку выдали замуж за царя Македонии Филиппа II. Их брак был частью условий мирного договора между двумя правителями.
Во время свадьбы Аудата получила имя «Эвридики». Историки приводят несколько версий события. Согласно одной из них, Филипп II специально заменил иллирийское имя своей супруги на македонское, чтобы оно не подчёркивало её происхождение. Возможно, македонский царь специально назвал супругу именем своей матери, чтобы сгладить негативную память о ней в македонском обществе.
В браке с Филиппом II Аудата родила дочь Кинану, которую, когда та подросла, обучала верховой езде, охоте и бою. По мнению К. А. Киляшовой, это свидетельствует, что Аудата не прижилась в македонском обществе и сохранила верность традициям своей родины, которые предполагали большую независимость женщин и их участие в военных действиях.
Предположительно, Аудата умерла до 337 года до н. э.